# Carta de batalla por Tirant lo Blanc
Carta de batalla por Tirant lo Blanc es un libro de Mario Vargas Llosa publicado en 1991 en el que recoge tres ensayos de  sobre Tirant lo Blanch de Joanot Martorell. Seix Barral publicó estos ensayos con motivo del quinto centenario de la obra (publicada en Valencia en 1490).
En cada uno de estos ensayos Vargas Llosa se muestra como un ferviente admirador de esta novela caballeresca, de la que se enorgullece de haber sacado de alguna manera de su olvido al fomentar su publicación. Tirant lo Blanch es, según la confesión del propio Vargas Llosa -y la opinión de la mayoría de sus críticos-, uno de los “modelos” de novela, a los que el autor peruano sueña con imitar y hacer suyos, junto con otros como Madame Bovary, La guerra y la paz, Esplendor y miseria de cortesanas, Moby Dick o Luz de agosto.

## Ensayo primero: Carta de Batalla por Tirant lo Blanch
El primero de los ensayos, que da nombre al libro, “Carta de Batalla por Tirant lo Blanch”, es el prólogo de una edición castellana de Tirant lo Blanch, publicado en 1969 por la editorial Alianza. Constituye este prólogo, una defensa a ultranza de este libro de caballerías, olvidado y reducido a unos pocos análisis eruditos, ¿cuál es la razón? Entre otras el drama de ser un libro de caballerías género denostado, debido no tanto a Cervantes, sino más bien a su fantasía subversiva, rebelde y contraria a dogmas.
Este ensayo es sumamente interesante, no solo por su análisis de Tirant lo Blanch, sino también porque en él encontramos muchas de las claves de la concepción de Mario Vargas Llosa de la novela. Así, lo divide en tres apartados:
1. A imagen y semejanza de la realidad: la idea que el autor peruano destaca, es el carácter tan ambicioso de la novela, su “voluntad deicida”, su pretensión de “novela total”. Esta es una de las ideas más repetidas de Vargas Llosa en torno a la novela: debe ser autónoma, poseer su propio mundo, parecido, pero diferente del real, mostrando una gran cantidad de facetas de esa “realidad” de la novela. Una novela que no consiga esto no es una gran novela. En Tirant lo Blanch como en las novelas de Balzac, Dickens, Flaubert o el propio García Márquez, el autor es un suplantador de Dios, que crea su propio mundo. De hecho, en relación con esto, uno de los puntos que más destaca Vargas Llosa es el punto de vista narrativo de la obra. El narrador es omnisciente, pero casi no se le ve. No emite juicios, no se pronuncia, está escondido, y con ello logra dar a la novela una autonomía mayor, en la que el mundo ficticio existe por sí mismo, no se nos cuenta a través de un mediador. Es una de las grandes novedades técnicas de este libro.
Tirant lo Blanch es, por supuesto una novela de caballerías, pero también histórica, militar, costumbrista, erótica, y (sorprendente en su época) psicológica, ya que profundiza en los personajes e incluso nos muestra a través de un sueño, algo de lo que hoy llamamos 
subconsciente. Es, pues, una “novela total”, que admite variadas lecturas.
Vargas Llosa aborda, así mismo, aunque no en profundidad el tema de la intertextualidad, y destaca que la obra de Martorell contiene numerosos plagios. Es un rasgo más de la “novela total”, que crea su realidad partiendo de todo: experiencias personales propias y ajenas, historia, y por supuesto, otras obras. Esto no supone un inconveniente si el autor consigue utilizar esos plagios de manera que encajen perfectamente en su mundo de ficción, confirmando así la genialidad de la obra. Vemos con ello, la voluntad de Vargas Llosa de tomar todas las fuentes posibles para la creación, incluida, y quizás una de las más importantes, la fuente literaria.
2. Una realidad distinta: en este punto se detiene Vargas Llosa a analizar en la obra de Joanot Martorell uno de los pilares de su teoría literaria: el elemento añadido. Nos proporciona una definición bastante buena sobre ese concepto. El elemento añadido es aquello que logra hacer que el mundo ficticio creado en la novela, aunque pueda parecerse al real, tenga sus características propias, sus reglas propias que lo individualizan. En el tercer ensayo de este libro profundiza sobre este tema, para llegar a la misma conclusión, que es que el elemento añadido más importante en Tirant lo Blanch es “la palabra”, la importancia de la palabra como forma, como ceremonia. Todo lo formal adquiere en este mundo ficticio un valor mucho mayor, como también los llantos o desmayos. Para Vargas Llosa Joanot Martorell es un presdigitador, que crea un mundo que simula al real, pero con unas reglas distintas, que al propio Martorell le satisfacen más. Vargas Llosa considera al escritor una especie de rebelde, de inconformista que se alza contra su sociedad y crea otra que le agrada más.
3. La estrategia narrativa: para Mario Vargas Llosa la estrategia o técnica narrativa es la parte racional de la creación, su estructura y organización, y en Tirant lo Blanch, esta es ya muy moderna. A través del concepto de “cráter activo”, episodio que irradia energía por la gran concentración de vivencias, determina nuevamente su idea respecto a la novela. Esta debe contener varios cráteres activos y cuanta mayor intensidad tengan mayor vida tendrá la novela. Es, por tanto, para el escritor peruano, muy importante la acción en la novela. El hecho de que sucedan cosas, y de gran intensidad logra dar vida real al relato.
Otros procedimientos formales que destaca Vargas Llosa a la hora de analizar una novela:
- Muda o salto cualitativo: Paso de un nivel narrativo a otro.Consiste en narrar desde distintos puntos de vista, más o menos objetivos, más filosóficos o generales, etc., cambiando y dando así variedad a la narración. Vargas Llosa distingue cuatro: retórico, objetivo, subjetivo y simbólico.
- Vasos comunicantes: asociación de varios episodios de diferente naturaleza en una unidad narrativa, pasando las tensiones de uno a otro casi imperceptiblemente.
- Caja china: narrar un acontecimiento en boca de otro personaje, dándole mayor verosimilitud al verse influido por la subjetividad del personaje que lo cuenta.

Estos son entre otros, como el cruce de planos temporales, los procedimientos que destaca. Si se realiza un pequeño análisis de las obras de Vargas Llosa se observa que son estos procedimientos los que organizan también su obra, le dan vida y tensión. Un aspecto importante que Vargas Llosa destaca es la importancia de que estos procedimientos, en especial la muda, se den disimuladamente, imperceptibles apenas para el ojo del lector, que encontrará entonces una mayor variedad, pero no lo sentirá como una intromisión del autor, o algo demasiado artificial.
Otro elemento que el escritor peruano no olvida es la aparición del humor, como dosificador de los estados anímicos, pero sin permitir que las situaciones pierdan vitalidad. El humor, se convierte, en un perfecto canalizador de las sensaciones.
Con este análisis detallado de Tirant lo Blanch Vargas Llosa, además de poner de manifiesto la actualidad de la obra, deja entrever su teoría narrativa, e incluso su práctica, en la que podemos buscar tanto los procedimientos formales que cita, como elementos como el humor, el sexo, etc.

## Segundo ensayo: Martorell y el “elemento añadido” enTirant lo Blanch
Este segundo ensayo, fruto de una conferencia en el Instituto de España en Londres en 1970, se centra en la vida personal del autor de Tirant lo Blanch, Joanot Martorell. Se repasan las 15 cartas conservadas de su correspondencia, con motivo de desafíos. Sin embargo, este repaso busca tan sólo darnos cuenta de la personalidad del autor valenciano, a través de ellas se puede uno adentrar en su psicología, de un modo privilegiado en este caso, la palabra. Esto es así porque lo que descubrimos es un temperamento apasionado, pero no por los actos belicosos, sino más bien por las ceremonias, por los rituales, por el aspecto formal, normalmente, manifestado por medio de palabras.
Vargas Llosa destaca en este ensayo, que más anecdótico que el anterior y menos teórico, que es este punto el que conforma principalmente el elemento añadido de Tirant lo Blanch, su carácter formal, en el que las apariencias hacen a los hechos. El mundo creado por  Joanot Martorell es, por tanto, una imitación de su propio mundo, pero a la vez su negación, un mundo nuevo en el que rige otro orden. Es el “elemento añadido”, entonces, la principal virtud de una novela, la que nos transporta al mundo ficticio.

## Tercer ensayo:Tirant lo Blanch: las palabras como hechos
El tercer y último ensayo, compuesto con motivo de la celebración del quinto centenario de Tirant lo Blanch, en 1990, hace de nuevo una defensa de las novelas de caballerías, como creadoras de fantasía, y en especial de Tirant lo Blanch, que une esta fantasía medieval con la ironía de Cervantes, modificando y superando el género. 
Vargas Llosa destaca en la obra los siguientes puntos:
- La importancia de la estrategia y la astucia en la batalla.
- El erotismo que desprende la libertad sexual.
- La importancia de los ritos, que convierte todas las escenas en algo teatral.
- Pero, sobre todo, esa voluntad de “novela total”, que busca crear otra realidad que contenga todos los elementos de la verdadera. Para ello se toman todos los asuntos posibles, nacidos de la experiencia propia y compartida (creencias, mitos, prejuicios...).

La novedad de este ensayo consiste en destacar un elemento, antes intuido, pero que se le presenta ahora a Vargas Llosa como la clave de un enigma: las palabras. En Tirant lo Blanch, dice Vargas Llosa, todo gira en torno a ellas, los personajes no paran de hablar en ninguna situación, y estos discursos, que en principio pueden parecer pesados y prescindibles, son los que sustentan en realidad la obra. Ellos crean el clima y delinean a los personajes, y mediante estos parlamentos se entra a ese mundo autónomo de la novela: a su filosofía, teología, ciencia militar, historia, mitología... Vargas Llosa destaca entonces, las palabras como creadoras de ese mundo, por lo que pasan a ser una gran parte del “elemento añadido”.
Pero también es de destacar dentro de este “elemento añadido”, el carácter formal de todos los actos y la constitución anímica de los personajes. Como ejemplo destaca la importancia en el libro de los llantos y desmayos, que ocurren como una formalización del ánimo interior, creando así ese nuevo mundo.
De nuevo se encuentra en este ensayo unas preocupaciones literarias insistentes, que se centran, como en el segundo ensayo, en el concepto del “elemento añadido”. Para Vargas Llosa es importante es cómo darle verdadera autonomía a una novela, y eso se consigue solamente por medio de esos demonios personales, obsesiones, manías, que llevan al buen autor a crear un mundo que aunque se asemeje al real, lo niega, lo rectifica, gracias a su talento, fantasía, experiencia, y, por supuesto, manejo de la lengua. Es, por tanto, la conclusión, una concepción de la literatura como liberación, como creación de otros mundos, rebeldía, que nos lleva a soñar.
- Datos: Q5753790